# إيتا (تطبيق)
إيتا مسنجر ( الفارسية: پیام‌رسان ایتا) أو Eitaa بالإنچليزية. هو تطبيق إيراني يعتمد على الحوسبة السحابية متعددة المنصات للتواصل الاجتماعي والمراسلة الفورية (IM) وخدمة نقل الصوت باستعمال بروتوكول الإنترنت VoIP ، طورتها شركة «داعمي فكرة الحضارة المعاصرة». يعتبر التطبيق أحد تطبيقات المراسلة الأكثر استخدامًا في إيران ، حيث يضم أكثر من 40 مليون مستخدم وهو أكبر تطبيق مراسلة في غرب آسيا. يتيح التطبيق للمستخدمين إرسال الرسائل النصية والصوتية، ومشاركة الصور ومقاطع الفيديو، وإجراء مكالمات صوتية وفيديو، ومشاركة الملفات والمواقع، ودفع الفواتير، والوصول إلى الذكاء الاصطناعي والخدمات.
يتوفر تطبيق إيتا على أنظمة أندرويد وiOS و macOS وويندوز ولينكس والويب. يتطلب التسجيل رقم الهاتف المحمول.

## تاريخ
أُطلق تطبيق إيتا كجزء من النظام البيئي الرقمي المتنامي في إيران، كبديل محلي لمنصات المراسلة الدولية. على مر السنين، أصبح تطبيق المراسلة شائعًا لملايين المستخدمين في إيران، حيث يلبي احتياجات الاتصالات والأعمال والشبكات الاجتماعية للمستخدمين المحليين والدوليين. أُزيل من جوجل بلاي وأبل ستور في عام 2022 م إلى جانب العديد من المنصات الإيرانية الأخرى. يمكن تنزيله الآن من موقعه الرسمي.

## سمات
يحتوي تطبيق إيتا على مجموعة من الميزات المُصممة للتواصل وتجربة المستخدم. وتشمل هذه الميزات الرسائل النصية والصوتية، ومشاركة الوسائط المتعددة، ومكالمات الصوت والفيديو، ومشاركة الملفات. وتوفر المنصة أيضًا خدمات الدفع لمهام مثل دفع الفواتير وإجراء المشتريات وإجراء المُعاملات بشكل آمن، ويتمتع بخاصية التحقق بخطوتين لتأمين الحسابات. يمكن للمستخدمين مشاركة موقعهم في الوقت الفعلي والوصول إلى مجموعة متنوعة من الخدمات من خلال الروبوتات، بما في ذلك دعم العملاء ودفع الفواتير.
يرتبط تطبيق إيتا بـ Message Exchange Bus (MXB)، وهي تقنية تربط منصات المراسلة الإيرانية الرئيسية مثل Bale و Eitaa و Soroush و Rubika و Gap و iGap وتمكن المستخدمين من إرسال الرسائل والملفات وإجراء مكالمات صوتية وفيديو وأكثر من ذلك إلى أكثر من 100 مليون مستخدم بين هذه التطبيقات دون الحاجة إلى حساب منفصل لكل منها، مما يوفر الاتصال بغض النظر عن المنصة المستخدمة. يُعد هذا النظام فعالاً في إنشاء نظام مراسلة موحد في إيران، وقد تم إنشاؤه لأول مرة في إيران.

## الشبكات الاجتماعية
يتمتع تطبيق إيتا ببعض ميزات الشبكات الاجتماعية، بما في ذلك إمكانية قيام المستخدمين بمتابعة الحسابات العامة، والمشاركة في القنوات، ومشاركة التحديثات والصور ومقاطع الفيديو. في حين تُعتمد المنصة على نطاق واسع للتفاعل الاجتماعي، فإن ميزاتها تهدف إلى تلبية مجموعة واسعة من احتياجات المستخدمين، مما يساهم في استخدامها المتزايد كمنصة اجتماعية.